# Imprensa no Brasil

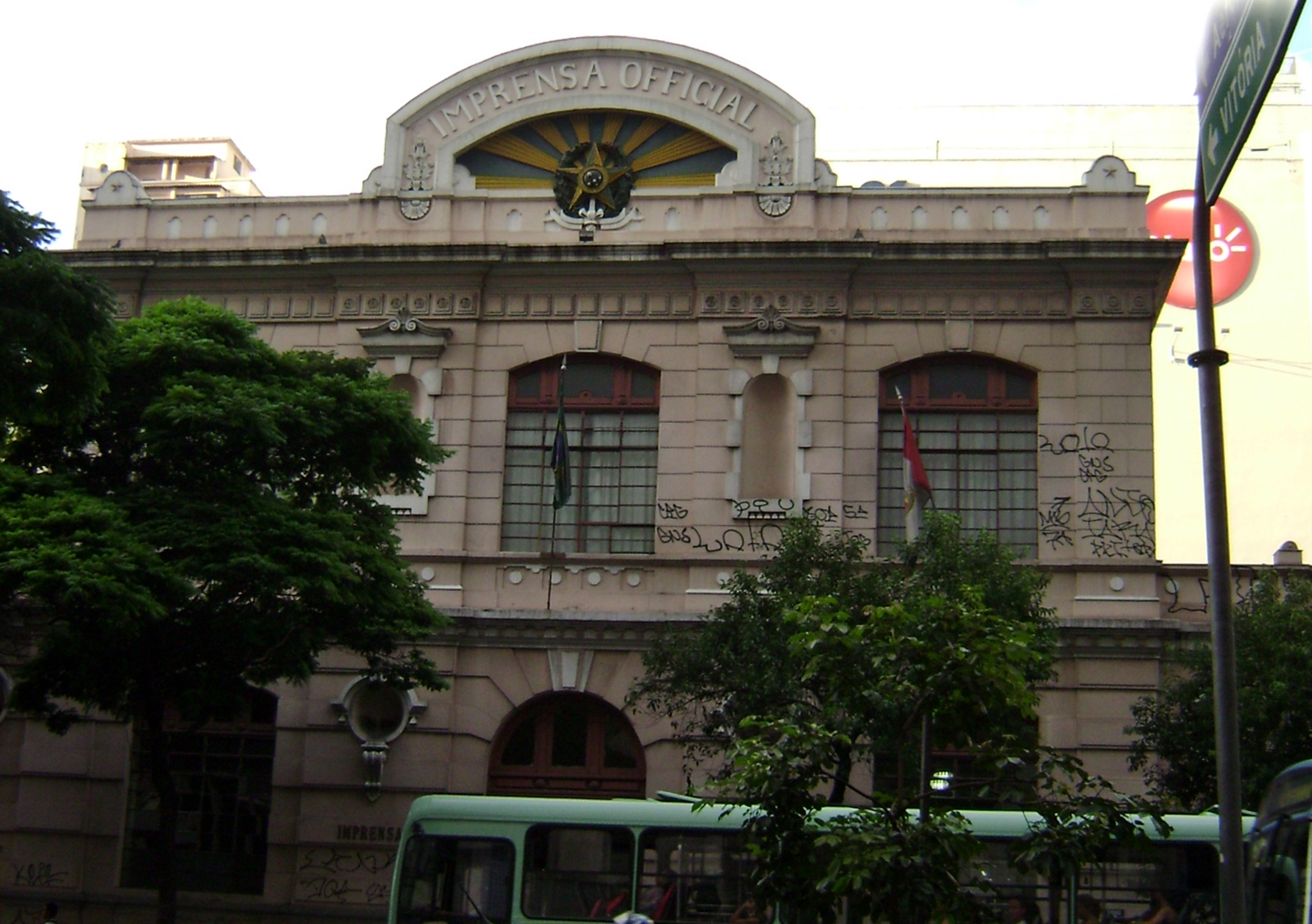
Imprensa Oficial, em Belo Horizonte.

A história da imprensa no Brasil tem seu início em 1808 com a chegada da família real portuguesa ao Brasil, sendo até então coibida toda e qualquer atividade de imprensa — fosse a publicação de jornais, livros ou panfletos. Esta era uma peculiaridade da América Portuguesa, pois, nas demais colônias europeias no continente, a imprensa se fazia presente desde o século XVI.
Com a chegada da família real, fundou-se a Imprensa Régia (hoje Imprensa Nacional), onde se imprimiu o primeiro jornal brasileiro, a Gazeta do Rio de Janeiro. (O Correio Braziliense é mais antigo, mas era impresso em Londres.) Mesmo com a imprensa já instalada no país, esta não se desenvolveu rapidamente, encontrando-se limitada basicamente à dos estabelecimentos de governo e à dos jornais. Os jornais brasileiros eram poucos, e muitos não saíam com regularidade. Jornais e revistas em circulação eram na maioria estrangeiros.
Mesmo mais tarde, durante o Império (1822–1889), bibliotecas públicas eram raras, exceto nas cidades mais importantes, como o Rio, onde se destacava a Biblioteca Nacional. O país contava poucas livrarias, e os livros eram impressos na Europa, custando por isso muito caro.

## Contexto regional e pré-história
A imprensa no Brasil se desenvolveu muito tardiamente em comparação com os países vizinhos que compõem a América espanhola. O historiador e sociólogo Sérgio Buarque de Holanda, em seu livro Raízes do Brasil, conta que, já em 1535, livros eram impressos na Cidade do México. Em 1539, Juan Pablos instalava sua oficina nessa cidade, sendo o primeiro impressor documentado no Novo Mundo. Da Nova Espanha (reino onde estava localizada a Cidade do México) a arte tipográfica foi levada para Lima, capital do Peru. A autorização para se estabelecer uma oficina impressora nessa cidade foi concedida em 1584. Conforme uma estimativa, do começo dos anos 1500 até 1821, 11 625 obras haviam sido publicadas só na Cidade do México, enquanto em Lima, de 1584 a 1824, foram publicadas 2 948.
Só em 1747, quando em todas as principais cidades da América espanhola já se imprimia, António Isidoro da Fonseca abre talvez a primeira oficina de impressão no Brasil, na cidade do Rio de Janeiro, sendo fechada logo em seguida por ordem real. Uma carta régia do rei João V de Portugal emitida no mesmo ano mandava seu dono sequestrar e devolver a Portugal as "letras de imprensa", alegando:
[não é conveniente que no Estado do Brasil] se imprimirão papéis no tempo presente, nem ser utilidade aos impressores trabalharem no seu ofício aonde as despesas são maiores que no Reino, do qual podem hir impressos os livros e papeis no mesmo tempo em que d'elles devem hir as licenças da Inquizição e do meu Conselho Ultramarino, sem as quaes se não podem imprimir nem correrem as obras— Carta Régia de 5 de julho de 1747
Além da de António Isidoro da Fonseca, outras tentativas – todas fracassadas – de instalar uma imprensa no Brasil compõem o que se pode chamar a pré-história da imprensa brasileira:
Há chances de a tipografia ter sido introduzida no Brasil, Pernambuco, pelo Conde Maurício de Nassau, em meados do século XVII, durante a ocupação holandesa no nordeste brasileiro. Sabe-se que as prensas e os tipos móveis foram enviados da Holanda e que o tipógrafo Pieter Janszoon morreu a caminho do Brasil ou logo após chegar ao país.

Nova tentativa foi feita no início do século XVIII em Recife, igualmente sem sucesso. Durante o governo de Francisco de Castro Morais, um comerciante desconhecido montou uma pequena prensa e imprimiu alguns sermões e letras de câmbio. Nada sobrou da produção dessa tipografia. Temos notícia da iniciativa graças a uma Carta Real de 8 de junho de 1706 proibindo e confiscando o material impresso.— Universidade Brown, O Código Brasiliense na John Carter Brown Library: Impressão Régia

## História
A imprensa brasileira nasceu oficialmente no Rio de Janeiro em 13 de maio de 1808, com a criação da Impressão Régia, hoje Imprensa Nacional, pelo príncipe-regente Dom João Maria de Bragança. As máquinas impressoras, inglesas, haviam sido trazidas em meio à fuga da família real de Lisboa, em 1807, por António de Araújo e Azevedo, conde da Barca.
A imprensa, contudo, não se desenvolveu rapidamente, encontrando-se limitada basicamente à dos estabelecimentos de governo (como a já citada Imprensa Nacional), ou à dos jornais. Os jornais que sobreviveram por longo período são o Diário de Pernambuco (1825) e, no Rio de Janeiro, o Jornal do Commercio (1827).
Além disso, em seus 13 primeiros anos no país, a imprensa era fortemente censurada. Havia censura em três níveis, de modo que "quem quisesse, no Brasil, publicar alguma coisa, percorria um longo caminho", segundo a historiadora Isabel Lustosa. Com o decreto de 2 de março de 1821, essa censura prévia foi abolida.

### Gazeta
A Gazeta do Rio de Janeiro, o primeiro jornal publicado em território nacional, começa a circular em 10 de setembro de 1808, impressa em máquinas trazidas da Inglaterra. Órgão oficial do governo português, que se tinha refugiado na colônia americana, portanto evidentemente o jornal só publicava notícias favoráveis ao governo.

### Correio Braziliense

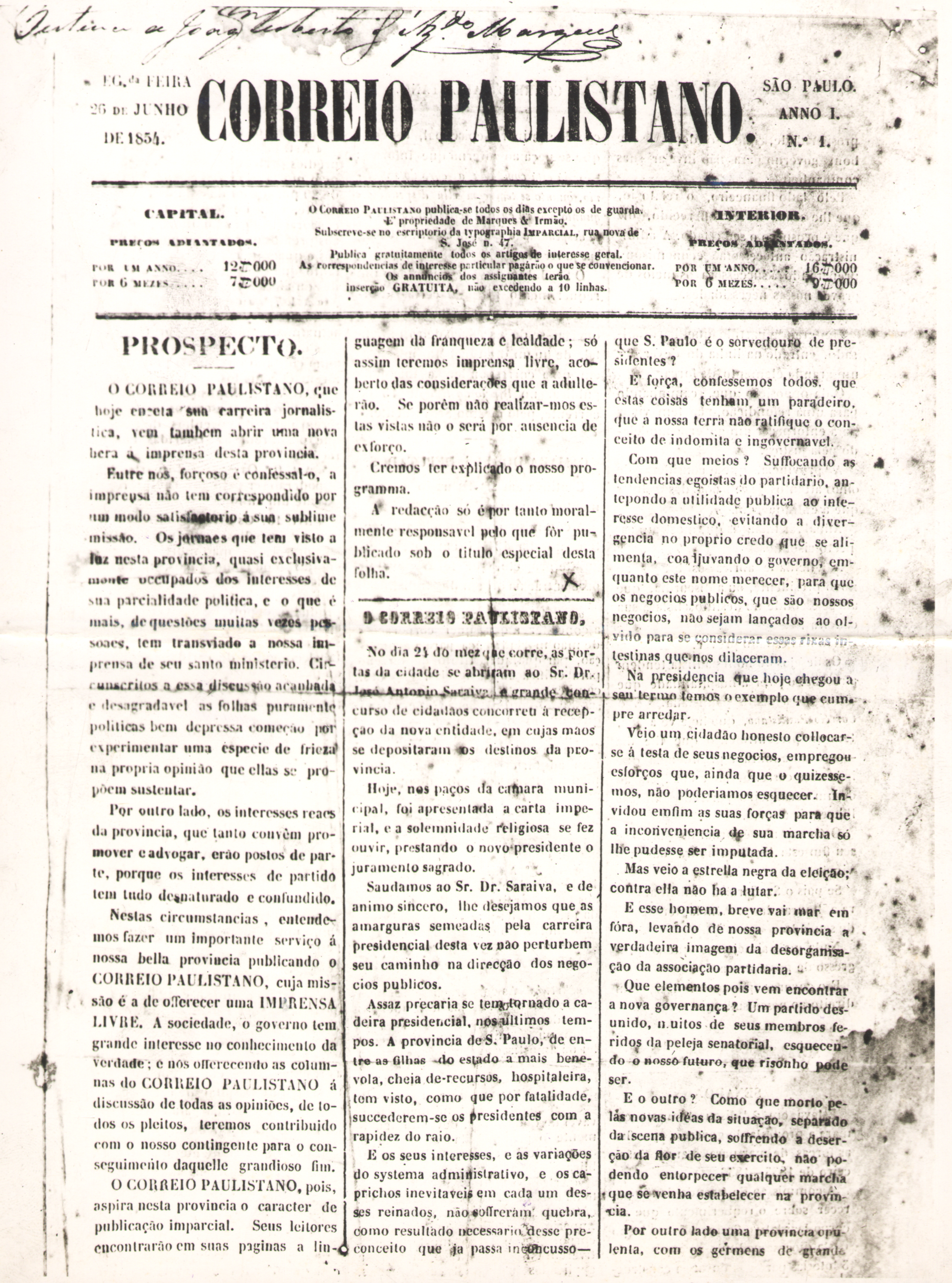
Capa do primeiro exemplar do Jornal Correio Paulistano, primeiro jornal diário de São Paulo, 1854. Arquivo Nacional.

Porém, no mesmo ano, pouco antes, o exilado Hipólito José da Costa lançara, de Londres, o Correio Braziliense, o primeiro jornal brasileiro — ainda que fora do Brasil. O primeiro número do jornal é de 1 de junho de 1808, mas só chega ao Rio de Janeiro em outubro, onde tem grande repercussão nas camadas mais esclarecidas, sendo proibido e apreendido pelo governo. Até 1820, apenas a Gazeta (e revistas impressas na própria Imprensa Régia) tinham licença para circular. Em 1821, com o fim da proibição, surge o Diário do Rio de Janeiro.
Enquanto o jornal oficial relatava "o estado de saúde de todos os príncipes da Europa, (...) natalícios, odes e panegíricos da família reinante", o do exilado fazia política. Embora (diferentemente do que muito se divulga) não pregasse a independência do Brasil e tivesse um posicionamento político por vezes conservador, o Correio Braziliense foi criado para atacar "os defeitos da administração do Brasil", nas palavras de seu próprio criador, e admitia ter caráter "doutrinário muito mais do que informativo" .

### Censura
Tudo o que se publicava na Imprensa Régia (o Rio de Janeiro não possuía nenhuma outra tipografia até 1821) era submetido a uma comissão formada por três pessoas, destinada a "fiscalizar que nada se imprimisse contra a religião, o governo e os bons costumes". A proibição à imprensa (chegaram inclusive a destruir máquinas tipográficas) e a censura prévia (estabelecida antes mesmo de sair a primeira edição da Gazeta) encontravam justificativa no fato de que a regra geral da imprensa de então não era o que se conhece hoje como noticiário, e sim como doutrinário, capaz de "pesar na opinião pública", como pretendia o Correio Braziliense, e difundir suas ideias entre os formadores de opinião — propaganda ideológica, afinal.
A censura prévia é extinta em 28 de agosto de 1821, decorrente de deliberação das Cortes Constitucionais de Lisboa em defesa das liberdades públicas (pondo fim, em Portugal, a três séculos de censura). A própria personalidade de D. Pedro II, avessa a perseguições, garantia um clima de ampla liberdade de expressão — em nível não conhecido por nenhuma república latino-americana, graças aos caudilhos autoritários que lá se alternavam. A liberdade de imprensa já era garantida mesmo pela Constituição outorgada de 1824. Escreve Bernardo Joffily: "Cada corrente tem seu porta-voz", mas, ainda assim, "há órgãos apolíticos: o Diário do Rio de Janeiro (1º diário do País, 1821-1878) nem noticia o Grito do Ipiranga. Mas a regra é a imprensa engajada, doutrinária".
O francês Max Leclerc, que foi ao Brasil como correspondente para cobrir o início do regime republicano, assim descreveu o cenário jornalístico de 1889:

A imprensa no Brasil é um reflexo fiel do estado social nascido do governo paterno e anárquico de D. Pedro II: por um lado, alguns grandes jornais muito prósperos, providos de uma organização material poderosa e aperfeiçoada, vivendo principalmente de publicidade, organizados em suma e antes de tudo como uma emprêsa comercial e visando mais penetrar em todos os meios e estender o círculo de seus leitores para aumentar o valor de sua publicidade, a empregar sua influência na orientação da opinião pública. (...) Em tôrno deles, a multidão multicor de jornais de partidos que, longe de ser bons negócios, vivem de subvenções dêsses partidos, de um grupo ou de um político e só são lidos se o homem que os apoia está em evidência ou é temível.
De fato, os jornais de partidos, ou espontaneamente criados e mantidos por militantes, carecem de organização institucional e de profissionalismo jornalístico. Nos tempos de maior exaltação na campanha republicana (1870-1878 e 1886-1889), surgem dezenas de jornais (que não passam de 4 páginas cada) efêmeros, sem durar mais que alguns meses.

### Jornais do Império
Entre os jornais cariocas da época imperial estavam, em primeiro grau de importância, a Gazeta de Noticias e O Paiz, os maiores de então e os que sobreviveram mais tempo, até a Era Vargas. Os demais foram o Diario de Noticias, a Cidade do Rio, o Diario do Commercio, a Tribuna Liberal, alguns jornais anteriores a 1889, mas de fortíssima campanha republicana, como A Republica, e as revistas de caricatura e sátira: a Revista Illustrada, O Mequetrefe, O Mosquito e O Bezouro. Outros ainda eram o Jornal do Commercio e a Gazeta da Tarde.
Em 1831, ano da abdicação de Dom Pedro I, registrou-se no Rio de Janeiro o surgimento de 48 jornais diferentes, a maioria dos quais amadores e de baixa circulação, criados com o objetivo de propagar os ideais de pequenos grupos ou mesmo de uma única pessoa.

### Iconografia
O caricaturista, ilustrador, jornalista Ângelo Agostini está entre as maiores personalidades da imprensa brasileira. Numa época em que a fotografia ainda era rara — e cara — o ilustrador tem o poder inegável de construir o imaginário visual da sociedade. Assim, o "Imperador Cabeça-de-Caju" ou o primeiro-ministro gorducho com ar de soberbo são o que a população — e aí, mesmo a massa analfabeta entra — vai consumir e por onde vai se pautar. Ali criou-se uma iconografia simbólica da política no final do Império.
A Revista Illustrada realmente era inovadora. As ilustrações litografadas almejavam ao perfeccionismo e ao mesmo tempo à expressividade. Inova a Revista também por uma diagramação "interativa", com ilustrações sobre o cabeçalho, moldura, etc.. Saía semanalmente e tinha distribuição nacional.
Nos 22 anos contínuos em que foi publicada, a Revista Illustrada entranhou-se no cotidiano nacional (Cf. Werneck Sodré) e inspirou uma geração de magazines satíricas. Embora um pouco anteriores, fazem parte da mesma safra: O Mosquito, O Besouro (ambos de Bordalo Pinheiro, imigrante português, amigo de Agostini) e O Mequetrefe.

## Confiança na imprensa brasileira
As redações se modernizaram, deixaram as máquinas de escrever e passaram a utilizar os computadores. Além disso, as novas tecnologias deram às notícias uma nova plataforma: a internet. A partir daí, começaram as dúvidas se os jornais impressos continuariam a existir ou se sumiriam gradativamente. Contudo, de acordo com a Pesquisa Brasileira de Mídia de 2016, o meio de comunicação que lidera o ranking de confiança da população continua sendo o jornal impresso. Mais da metade dos entrevistados pela pesquisa que afirmaram ler jornais (59% de 4.665 pessoas) confiam muitas vezes ou sempre nas notícias trazidas por esse meio. O rádio aparece em segundo lugar e a televisão em terceiro na escala de confiança. 57% dos entrevistados pela pesquisa que afirmam ouvir rádio confiam sempre ou muitas vezes nas notícias que são veiculadas no meio. Da mesma forma, 54% dos entrevistados que afirmam assistir TV confiam sempre ou muitas vezes nas informações assistidas.
O quarto veículo mais confiável são as revistas; o quinto, os sites; o sexto, as redes sociais e, por último, os blogs.
A pesquisa mostra, assim, que os sites, as redes sociais e os blogs ainda não se firmaram como fonte de informação confiável, apesar do crescimento no consumo de internet no país. Enquanto mais da metade dos brasileiros que leem jornais frequentemente (59%) afirmaram para a pesquisa confiar sempre ou muitas vezes nas notícias trazidas por esse meio, apenas 20% dos usuários da internet entrevistados disseram confiar sempre ou muitas vezes em notícias veiculadas em sites; 14% em redes sociais e apenas 11% em blogs.

## Imprensa negra
A imprensa negra surgiu ainda no século XIX, quando foram fundados alguns jornais no Rio de Janeiro, todos em 1833, voltados especificamente para a denúncia do racismo e da desigualdade social. Todos tiveram vida curta, e novos periódicos só começaram a ser criados no fim do século. No início do século XX ocorre uma explosão de revistas, folhetins e jornais produzidos por e dirigidos para os negros, buscando recuperar sua dignidade, identidade, história e cultura, destacando o protagonismo de personalidades negras na sociedade brasileira, propondo a desconstrução da ideologia da democracia racial, e almejando a formação de uma nova consciência coletiva e um novo paradigma social. A imprensa negra tem sido, desde sua origem, uma das expressões mais importantes e combativas do movimento negro brasileiro.
Apesar da sua importância para uma vasta população e de seu impacto social, segundo Isabel Cristina da Rosa, a imprensa negra ainda permanece bastante à margem dos estudos gerais sobre a história da imprensa brasileira e entre os teóricos da comunicação nacional, e acrescenta: "É imperativo refletir criticamente quão tamanha supressão – salvo raras exceções e breves citações como Bahia (1972), Melo (1972) e Werneck (1994) – prestou-se à reiteração do racismo e à prevalência da supremacia branca no pensamento e nos estudos da comunicação, da imprensa e do Jornalismo no Brasil. Ou sobre o epistemicídio como instrumento de dominação racial, como aborda a filósofa negra Sueli Carneiro (2005)".